# Hidemi Kon
Hidemi Kon (今 日出海 Kon Hidemi?,  Hakodate, Hokkaidō, Japón, 6 de noviembre de 1903 - Kamakura, Prefectura de Kanagawa, 30 de julio de 1984) fue un escritor, ensayista y crítico literario japonés, activo durante la era Shōwa. 

## Primeros años
Kon nació el 6 de noviembre de 1903 en Hakodate, Hokkaidō. Fue hermano menor del escritor, político y sacerdote budista Tōkō Kon. Su padre era capitán de un barco de vapor operado por Nippon Yusen, y la familia se trasladó a Kōbe en 1911. En 1918, Kon se mudó a Tokio y fue aceptado en el departamento de literatura francesa de la Universidad de Tokio. Sus compañeros de clase incluyeron a Hideo Kobayashi y Tatsuji Miyoshi. Durante este período, se interesó en el teatro, visitando el Tsukiji New Theater y participando en varias obras como miembro de Kokoroza, una compañía teatral kabuki creada por actores escénicos, como parte de un esfuerzo para crear una versión más moderna del teatro tradicional japonés. Uno de sus miembros fue Tomoyoshi Murayama, mientras que el compositor Saburō Moroi ayudó con la música.
Después de su graduación, Kon obtuvo trabajos a medio tiempo en varias revistas literarias, incluyendo Bungei Shuto y Bungakukai, proporcionando ensayos, traducciones de André Gide y críticas literarias. En 1932, fue contratado como profesor por la Universidad de Meiji. Sin embargo, renunció en 1935 para dedicar su atención a la película Hanto no Maihime, protagonizada por Choi Seung-hee y producida por Shinkō Kinema, escribiendo el guion de la película. Kon visitó París durante la mitad de 1937 y regresó a su anterior puesto en Meiji en 1939. Durante la segunda guerra sino-japonesa, mantuvo correspondencia con Mu Shiying, un escritor chino que esperaba que el intercambio cultural ayudara a traer paz a Asia.

### Período de guerra
En noviembre de 1941, Kon fue reclutado en el Ejército Imperial Japonés; sin embargo, el ejército reconoció su talento y lo asignó a los cuerpos de prensa en las Filipinas ocupadas por los japoneses. Regresó a Japón al obtener un permiso, pero fue enviado de regreso a Filipinas en diciembre de 1944. Ocho días después de su llegada, la situación rápidamente se tornó difícil para las fuerzas japonesas cuando los estadounidenses comenzaron su desembarco. Kon encontró refugió en las montañas de Luzón durante cinco meses y casi murió en combate, a la par que informaba al ejército japonés sobre la situación. Escapó de las Filipinas en un avión y voló en un DC-3 desde Taipéi a Fukuoka, encontrándose al llegar con la noticia de la rendición de Japón.

## Carrera literaria
Desde 1945 hasta 1946, mientras se desempeñaba como director del departamento de arte del Ministerio de Educación, Kon creó el Festival de Artes de Japón, ahora un evento anual para la promoción de actividades culturales, especialmente de literatura japonesa. En 1946, regresó a Manila, siendo testigo del juicio por crímenes de guerra del teniente general Homma Masaharu.
En 1949, Kon publicó Sanchu Horo ("Vagando en las montañas"), una historia basada en sus experiencias en las Filipinas, que marcó el comienzo de su carrera literaria. En 1950, recibió el Premio Naoki por su historia corta Tenno no Boshi ("El sombrero del emperador"). Otros trabajos biográficos de Kon incluyen Miki Kiyoshi ni Okeru Ningen no Kenkyu, una biografía ficticia del filósofo Kiyoshi Miki, y Yoshida Shigeru, que trata sobre la vida del primer ministro de la posguerra de Japón. Kon perdió la vista en un ojo debido a la separación de la retina en 1966.
En junio de 1968, el primer ministro Satō Eisaku le pidió a Kon que aceptara el cargo recientemente creado de Director de la Agencia de Asuntos Culturales. Sirvió en este puesto durante cuatro años. Desde octubre de 1972, también fue presidente de la fundación Japón, un cargo que ocupó durante ocho años. Durante este tiempo, sus logros incluyeron una exposición de obras de arte del Louvre en Japón, incluida la Mona Lisa, a cambio de una exhibición de los tesoros de Tōshōdai-ji en París. Kon fue galardonado con el Orden del Sagrado Tesoro en 1974. En 1978, el gobierno japonés lo designó como Persona de Mérito Cultural. También fue nombrado director honorario del Teatro nacional de Japón en 1980. 
Alrededor de 1931, Kon se mudó a Kamakura, Kanagawa. Después de un traslado temporal a Tokio luego de la Segunda Guerra Mundial, regresó a Kamakura, donde vivió desde 1951 hasta su muerte en 1984, a la edad de 80 años. Su tumba se encuentra en el cementerio católico de Kamakura.